# Canon FD
Байонет
Canon FD — тип байонетного крепления объектива к фотоаппарату, разработанный японской компанией Canon. Впервые появился в марте 1971 года на фотоаппарате Canon F-1. После появления серии камер Canon EOS в 1987 году заменён байонетом Canon EF, несовместимым с предыдущим. Последний аппарат с байонетом FD, Canon T60, появился в 1990 году.
До появления байонета FD, в фотоаппаратах Canon использовался совместимый байонет Canon FL.

## Описание
Оригинальное крепление FD предусматривало установку объектива при помощи поворотного накидного кольца в задней части объектива (без поворота объектива относительно камеры), однако позже это крепление было заменено на байонет FDn (т. н. «Новый FD», англ. New FD, FDn), позволяющий устанавливать и снимать объектив простым поворотом последнего.
В отличие от предшествующей системы FL, байонет FD предусматривал механическую передачу значения светосилы объектива и установленного значения прыгающей диафрагмы в экспонометр фотоаппарата. Это позволило реализовать измерение TTL-экспонометра при полностью открытой диафрагме, до этого недоступное в камерах Canon. В автоматических режимах отработки экспозиции (программный автомат, приоритет выдержки) поддерживалась автоматическая установка значения диафрагмы, для чего было необходимо повернуть кольцо её управления в специальное положение «А».
Байонет FD не обеспечивал электрической связи между камерой и объективом, что исключает передачу информации о значении фокусного расстояния, а также не предоставляет возможности выполнения автофокусировки. При использовании с современными цифровыми фотоаппаратами, возможном через адаптер, в EXIF-заголовках снимка не отображаются данные о таких объективах, а измерение экспозиции возможно только при рабочем значении диафрагмы.
Схожие технологии использовалась на всех зеркальных камерах того времени, однако позже большинство производителей адаптировало свои стандарты для реализации возможности взаимодействия камеры и объектива. Canon предпочёл разработать полностью новый стандарт (Canon EF).

## Технологии

### Покрытие линз
Первые объективы FD имели спереди отполированную металлическую оправу для крепления бленды и других принадлежностей, поэтому такие объективы часто называют «chrome nose» (дословно «объективы с хромированной передней частью»). На кольце вокруг передней линзы имелись пометки «S.C» (Spectra Coating) и «S.S.C» (Super Spectra Coating). Эти обозначения указывали на наличие многослойных покрытий на линзах, при этом S.S.C подразумевал более высокое качество этого покрытия.
Объективы, выпускавшиеся в 1973—1979 годах имели обозначение «S.C» или «S.S.C», выполненное красными буквами.
С 1978 года, после появления байонета FDn, обозначения на корпусе объектива исчезли. Подразумевалось, что большинство объективов на тот момент имели покрытие S.S.C. Однако, объектив 50/1.8 продолжал выпускаться с просветляющим покрытием S.C.

### «L»-серия объективов
Среди объективов FD выделялась линейка объективов, имевших наивысшее оптическое и механическое качество. В них использовался большой спектр технологий, в том числе — асферичные и флюоритовые линзы.
После 1979 года такие объективы помечались буквой «L» в названии и красным кольцом на корпусе. До этого объективы этой серии помечались надписью «Aspherical», «Fluorite» или «AL».

### Автофокус
Все объективы FD предусматривали ручную фокусировку, однако в середине 1980-х Canon разработала и выпустила четыре автофокусных FD-объектива.

Следующие три объектива производились под маркой AC (разновидность FD) в 1985 году для камеры Canon T80. Это объективы AC 50mm f/1.8, AC 35-70mm f/3.5-4.5, и AC 75-200mm f/4.5. T80 была первой камерой, которая взаимодействовала с объективом через электронные контакты. Однако своего развития система автофокуса в рамках байонета FD не получила.

## Список объективов с байонетом FD

### Рыбий глаз
- 7.5mm f/5.6
- 7.5mm f/5.6 S.S.C.
- 15mm f/2.8 S.S.C.

### Широкоугольные объективы
- 17mm f/4
- 17mm f/4 S.S.C.
- 20mm f/2.8 S.S.C.
- 24mm f/1.4 S.S.C. Aspherical
- 24mm f/2.8
- 24mm f/2.8 S.S.C.
- 28mm f/2 S.S.C.
- 28mm f/2.8 S.C.
- 28mm f/3.5
- 28mm f/3.5 S.C.
- 35mm f/2 I
- 35mm f/2 II
- 35mm f/2 III
- 35mm f/2 S.S.C. I
- 35mm f/2 S.S.C. II
- TS 35mm f/2.8 S.S.C.
- 35mm f/3.5
- 35mm f/3.5 S.C. I
- 35mm f/3.5 S.C. II
- 35mm f/3.5 S.C. III

### Стандартные объективы
- 50mm f/1.2
- 50mm f/1.2 L
- 50mm f/1.4
- 50mm f/1.4 S.S.C. (I)
- 50mm f/1.4 S.S.C. (II)
- 50mm f/1.8 (I)
- 50mm f/1.8 (II)
- 50mm f/1.8 S.C. (I)
- 50mm f/1.8 S.C. (II)
- Macro 50mm f/3.5 S.S.C.
- 55mm f/1.2
- 55mm f/1.2 AL
- 55mm f/1.2 S.S.C.
- 55mm f/1.2 S.S.C. AL
- 55mm f/1.2 S.S.C. Aspherical

### Телеобъективы
- 85mm f/1.2 L
- 85mm f/1.2 S.S.C. Aspherical
- 85mm f/1.8 S.S.C.
- 100mm f/2.8
- 100mm f/2.8 S.S.C.
- Macro 100mm f/4 S.C.
- 135mm f/2.5
- 135mm f/2.5 S.C.
- 135mm f/3.5
- 135mm f/3.5 S.C. (I)
- 135mm f/3.5 S.C. (II)
- 200mm f/2.8 S.S.C.
- 200mm f/4
- 200mm f/4 S.S.C.
- 300mm f/2.8 S.S.C. Fluorite
- 300mm f/4 S.S.C.
- 300mm f/4L
- 300mm f/5.6
- 300mm f/5.6 S.C.
- 300mm f/5.6 S.S.C.
- 400mm f/4.5 S.S.C.
- 500mm f/4.5L
- Reflex 500mm f/8 S.S.C.
- 600mm f/4.5 S.S.C.
- 800mm f/5.6 S.S.C.
- 800mm f/5.6L

### Зум-объективы
- 24-35mm f/3.5 S.S.C. Aspherical
- 28-50mm f/3.5 S.S.C.
- 35-70mm f/2.8-3.5 S.S.C.
- 35-105mm f/3.5-4.5
- 80-200mm f/4 S.S.C.
- 85-300mm f/4.5 S.S.C
- 100-200mm f/5.6
- 100-200mm f/5.6 S.S.C.

## Сравнение с креплениями других производителей
| Название                       | Рабочий отрезок, мм              | Диаметр, мм                | Размер кадра                    | Тип                                                        | Годы производства                     |
| ------------------------------ | -------------------------------- | -------------------------- | ------------------------------- | ---------------------------------------------------------- | ------------------------------------- |
| Mamiya RB                      | 112,0                            | ?                          | 6×7 см                          | байонет с замком на объективе                              | ?                                     |
| Mamiya RZ                      | 105,0                            | ?                          | 6×7 см                          | байонет с замком на объективе                              | ?                                     |
| Rolleiflex SL66                | 102,8                            | ?                          | 6×6 см                          | байонет                                                    | 1966—1992                             |
| Bronica                        | 101,7                            | 57                         | 6×6 см                          | байонет с многозаходной резьбой                            | ?                                     |
| Pentax 67                      | 84,95                            | ?                          | 6×7 см                          | наружный и внутренний байонет                              | ?                                     |
| Bronica GS1                    | ?                                | ?                          | 6×7 см                          | байонет                                                    | 1983—2002                             |
| Байонет В                      | 82,1                             | 60                         | 6×6 см                          | байонет с трёхзаходной резьбой                             | С 1957 года                           |
| Kowa Six / Super 66            | 79                               | ?                          | 6×6 см                          | накидное кольцо                                            | 1968—1974                             |
| Hasselblad 500/2000            | 74,9                             | ?                          | 6×6 см                          | байонет                                                    | —                                     |
| Байонет Б                      | 74,0                             | 60                         | 6×6 см                          | байонет с накидным кольцом                                 | С 1957 года                           |
| Rolleiflex SLX                 | 74                               | 75                         | 6×6 см                          | четырёхлепестковый байонет                                 | С 1976 года                           |
| Pentax 645                     | 70,87                            | ?                          | 6×4,5 см                        | байонет                                                    | —                                     |
| Mamiya 645                     | 63,3                             | ?                          | 6×4,5 см                        | байонет                                                    | С 1975 года                           |
| Leica Visoflex                 | 62,5                             | ?                          | 24×36 мм                        | байонет                                                    | 1935—1984                             |
| Hasselblad H                   | 61,63                            | ?                          | 6×4,5 см                        | байонет                                                    | ?                                     |
| Leica S                        | ?                                | ?                          | 54×45 мм                        | байонет                                                    | С 2008 года                           |
| T2-mount («М42×0,75»)          | 55                               | 42                         | 24×36 мм                        | резьба                                                     | С 1962 года — современный вид T-mount |
| Topcon UV                      | 55                               | ?                          | 24×36 мм                        | байонет                                                    | c 1964 года                           |
| T-mount («М37×0,75»)           | 50,2                             | 37                         | 24×36 мм                        | резьба                                                     | 1957-1962                             |
| Praktina                       | 50                               | 46                         | 24×36 мм                        | накидное кольцо                                            | c 1952 года                           |
| Icarex                         | 48                               | ?                          | 24×36 мм                        | накидное кольцо                                            | 1966—1971                             |
| Байонет Contax N               | 48                               | ?                          | 24×36 мм                        | байонет                                                    | с 2001                                |
| Байонет Ц (Зенит-4)            | 47,58                            | 47                         | 24×36 мм                        | Вариант байонета DKL                                       | 1964—1968                             |
| Байонет Leica R                | 47,0                             | ?                          | 24×36 мм                        | байонет                                                    | С 1964 года                           |
| Байонет Nikon F                | 46,5                             | 44                         | 24×36 мм                        | трёхлепестковый байонет                                    | С 1959 года                           |
| Olympus OM                     | 46                               | ?                          | 24×36 мм                        | трёхлепестковый байонет с замком на объективе              | 1972—2002                             |
| Contarex                       | 46                               | ?                          | 24×36 мм                        | трёхлепестковый байонет                                    | 1958—1966                             |
| Rolleiflex SL35                | 45,6                             | ?                          | 24×36 мм                        | трёхлепестковый байонет                                    | ?                                     |
| Байонет Contax-Yashica         | 45,5                             | 48                         | 24×36 мм                        | трёхлепестковый байонет                                    | 1975—?                                |
| Байонет K                      | 45,5                             | 48,5                       | 24×36 мм                        | трёхлепестковый байонет                                    | С 1976 года                           |
| Altix                          | 45,5 наружный; 42,5 внутренний   | ?                          | 24×36 мм                        | накидное кольцо                                            | 1939—1959                             |
| Mamiya E/EF (ZE/CS)            | 45,5                             | 49                         | 24×36 мм                        | байонет                                                    | С 1980 года                           |
| Pentina                        | 45,5                             | ?                          | 24×36 мм                        | накидное кольцо                                            | С 1960 года                           |
| M42×1                          | 45,5                             | 42                         | 24×36 мм                        | резьба                                                     | С 1948 года                           |
| M37×1                          | 45,46                            | 37                         | 24×36 мм                        | резьба                                                     | c 1939                                |
| Зенит                          | 45,2                             | 39                         | 24×36 мм                        | резьба                                                     | 1953—1967                             |
| Exakta                         | 44,7                             | 38                         | 24×36 мм                        | Трёхлепестковый байонет                                    | —                                     |
| Байонет DKL                    | 44,7                             | 47                         | 24×36 мм                        | Включает центральный затвор и привод регулировки диафрагмы | С 1957 года                           |
| Байонет А (Minolta A / Sony α) | 44,50                            | 49.7                       | 24×36 мм                        | трёхлепестковый байонет                                    | С 1986 года                           |
| Rolleiflex SL35                | 44,46                            | —                          | 24×36 мм                        | байонет                                                    | 1970—1998                             |
| Praktica B                     | 44,40                            | 48,5                       | 24×36 мм                        | байонет                                                    | С 1980 года                           |
| M40×1                          | 44                               | 40                         | 24×36 мм                        | резьба                                                     | 1938—1947                             |
| Canon EF                       | 44                               | 54                         | 24×36 мм                        | трёхлепестковый байонет                                    | С 1987 года                           |
| Canon EF-S                     | 44                               | 54                         | 22,2×14,8 мм                    | трёхлепестковый байонет                                    | С 2004 года                           |
| Байонет Sigma SA               | 44                               | 44                         | 24×36 мм                        | байонет                                                    | С 1992 года                           |
| Байонет Киев-Автомат           | 44,0                             | 41                         | 24×36 мм                        | байонет                                                    | 1965—1985                             |
| Minolta SR/MC/MD               | 43,50                            | ?                          | 24×36 мм                        | трёхлепестковый байонет                                    | 1958—2001                             |
| Fujica X                       | 43,5                             | ?                          | 24×36 мм                        | трёхлепестковый байонет                                    | ?                                     |
| Petriflex                      | 43,5                             | ?                          | 24×36 мм                        | накидное кольцо                                            | С 1963 года                           |
| en:Rectaflex Rectaflex         | 43,4                             | ?                          | 24×36 мм                        | байонет                                                    | 1947—1958                             |
| M41,2x1                        | 42,05                            | 41,2                       | 24×36 мм                        | резьба                                                     | С 1947 года                           |
| Байонет Д                      | 42,0                             | 40,5                       | 24×36 мм                        | накидное кольцо                                            | С 1965 года                           |
| Canon R                        | 41,9                             | 48                         | 24×36 мм                        | накидное кольцо                                            | 1959—1964                             |
| Canon FL                       | 41,9                             | 48                         | 24×36 мм                        | накидное кольцо                                            | 1964—1971                             |
| Canon FD                       | 41,9                             | 48                         | 24×36 мм                        | накидное кольцо                                            | 1971—1990                             |
| Canon FDn                      | 41,9                             | 48                         | 24×36 мм                        | байонет                                                    | 1978—1990                             |
| Байонет Miranda                | 41,5                             | 44                         | 24×36 мм                        | четырёхлепестковый байонет с резьбой 44×1                  | 1954-1974                             |
| Konica F                       | 40,5                             | 40                         | 24×36 мм                        | байонет                                                    | 1960—1963                             |
| Konica AR                      | 40,5                             | ?                          | 24×36 мм                        | байонет                                                    | 1965—1988                             |
| Стандарт 4:3                   | 38,67                            | 50                         | 17,3×13 мм                      | байонет                                                    | С 2003 года                           |
| Alpa                           | 37,8                             | 48                         | 24×36 мм                        | байонет                                                    | —                                     |
| Hasselblad XPan                | 34,27                            | ?                          | 24×65 мм                        | байонет                                                    | c 1998 года                           |
| Байонет Contax-Киев RF         | 34,85 наружный; 31,85 внутренний | 49 наружный; 36 внутренний | 24×36 мм                        | наружный и внутренний байонет                              | 1932—1985                             |
| Байонет Contax G               | 28,95                            | ?                          | 24×36 мм                        | байонет                                                    | 1994—2005                             |
| Olympus Pen F                  | 28,95                            | ?                          | 24×18 мм                        | байонет                                                    | С 1963 года                           |
| M39×1/28,8                     | 28,8                             | 39                         | 24×36 мм                        | резьба                                                     | 1932—1995                             |
| Нарцисс                        | 28,8                             | 24                         | 14×21 мм                        | резьба                                                     | 1961—1965                             |
| Байонет Leica M                | 27,8                             | ?                          | 24×36 мм                        | четырёхлепестковый байонет                                 | С 1954 года                           |
| M39×1/27,5                     | 27,5                             | 39                         | 18×24 мм                        | резьба                                                     | 1967—1974                             |
| Байонет 110                    | 27                               | ?                          | 17×13 мм                        | байонет                                                    | С 1978 года                           |
| Байонет Fujifilm G             | 26,7                             | ?                          | 32,9×43,8 мм                    | байонет                                                    | С 2017 года                           |
| Samsung NX                     | 25,5                             | 42                         | 23,4×15,6 мм                    | байонет                                                    | С 2010 года                           |
| Canon RF                       | 20                               | 54                         | 24×36 мм                        | байонет                                                    | С 2018 года                           |
| Байонет L                      | 20                               | 51,6                       | 24×36 мм                        | байонет                                                    | С 2014 года                           |
| Микро 4:3 (Micro Four Thirds)  | 19,25                            | 44                         | 17,3×13 мм                      | байонет                                                    | С 2008 года                           |
| Canon EF-M                     | 18                               | 47                         | 22,3×14,9 мм                    | байонет                                                    | С 2012 года                           |
| Байонет E (Sony NEX)           | 18                               | 46,1                       | 24×36 мм                        | байонет                                                    | С 2010 года                           |
| Fujifim X                      | 17,7                             | 40,6                       | 23,6×15,6 мм                    | байонет                                                    | С 2012 года                           |
| Nikon 1                        | 17                               | ?                          | 13,2×8,8 мм                     | байонет                                                    | 2011—2018                             |
| Байонет Nikon Z                | 16                               | 55                         | 24×36 мм                        | четырёхлепестковый байонет                                 | С 2018 года                           |
| Pentax Q                       | 9,2                              | ?                          | 6,17×4,55 мм; 7,44×5,58 мм (Q7) | байонет                                                    | С 2011 и 2013 года                    |
| Samsung NX-M                   | 7,3                              | ?                          | 13,2×8,8 мм                     | байонет                                                    | ?                                     |